# Got It?
Got It? là mini album đầu tay của nhóm nhạc nam Hàn Quốc GOT7. Đĩa mở rộng này được phát hành vào ngày 16 tháng 1 năm 2014. "Girls Girls Girls" là ca khúc chủ đề trong đĩa này.

## Danh sách bài hát
※ Được tô đậm là ca khúc chủ đề để quảng bá album.
| STT              | Nhan đề                     | Sáng tác                                | Nhà sản xuất                                       | Thời lượng |
| ---------------- | --------------------------- | --------------------------------------- | -------------------------------------------------- | ---------- |
| 1.               | "여보세요" (Hello)          | LBC Productions                         | LBC Productions                                    | 3:38       |
| 2.               | "Girls Girls Girls"         | J.Y. Park "The Asian Soul"              | J.Y. Park "The Asian Soul"                         | 3:35       |
| 3.               | "난 니가 좋아" (I Like You) | J.Y. Park "The Asian Soul"              | J.Y. Park "The Asian Soul"                         | 3:24       |
| 4.               | "따라와" (Follow Me)        | S. bros                                 | S. bros                                            | 3:10       |
| 5.               | "Like Oh"                   | Lee Woomin "collapsedone", Crizzy & Guy | Lee Woomin "collapsedone", Fredrik "Fredro" Ödesjö | 3:39       |
| 6.               | "Playground"                | mr. cho                                 | mr.cho                                             | 3:33       |
| Tổng thời lượng: | Tổng thời lượng:            | Tổng thời lượng:                        | Tổng thời lượng:                                   | 20:51      |

## Bảng xếp hạng
| Bảng xếp hạng                           | Vị trí cao nhất |
| --------------------------------------- | --------------- |
| Hàn Quốc Gaon Weekly Albums Chart       | 2               |
| Hàn Quốc Gaon Monthly Albums Chart      | 9               |
| Thế giới (Billboard World Albums Chart) | 1               |

| Năm     | Doanh số bán đĩa trên Gaon |
| ------- | -------------------------- |
| 2014    | 51,689                     |
| 2015    | 5,549                      |
| 2016    | 3,864+                     |
| Tổng số | 61,102+                    |

| Chart                                | Vị trí cao nhất |
| ------------------------------------ | --------------- |
| BXH nhạc số trên Gaon                | 19              |
| BXH nhạc chuông điện thoại trên Gaon | 95              |
| Billboard K-Pop Hot 100              | 36              |

| "I Like You" | 152 | — |
| "Follow Me"  | 165 | — |